# System76
System76 è una azienda statunitense con sede a Denver, Colorado specializzata nella vendita di computer di tipo notebook, desktop e server con sistemi operativi di tipo Linux preinstallati, creata da Carl Richell e Erik Fetzer  nel 2005.

## Storia
Nel 2003 Fetzer registrò il dominio system76.com per vendere i computer con il sistema operativo Linux installato; a metà del 2005, la questione più importante e più impegnativa di Richell e Fetzer nelle fasi iniziali della società era quella della distribuzione Linux utilizzata. La loro ricerca per portare Linux al mercato di massa richiedeva la scelta della migliore distribuzione per i propri clienti: Red Hat Enterprise Linux, OpenSUSE, Yoper e altre distribuzioni furono considerate e accantonate; Ubuntu fu inizialmente accantonato, ma Richell e Fetzer cambiarono rapidamente la loro opinione dopo averlo valutato in modo più approfondito. Inoltre, Richell è particolarmente affezionato al modello di business di Canonical: software completamente gratuito, che è sostenuto da un supporto commerciale se richiesto. I primi computer venduti da System76 erano forniti con Ubuntu 5.10 Breezy Badger preinstallato.

## Il nome
Il numero 76 nel nome della società allude all'anno 1776, anno in cui la Rivoluzione americana si è svolta. I fondatori della società sperano altresì di accendere una rivoluzione open source, portando in ultima analisi a una situazione in cui i consumatori non si basano principalmente su software proprietario.

## Pop!_OS
In risposta al passaggio da parte di Canonical a GNOME per future versioni di Ubuntu, System76 ha annunciato nel maggio 2017 una nuova versione di shell chiamata Pop. Per aumentare i loro sforzi per rendere Ubuntu più adatta alla visione di System76, l'azienda ha annunciato nel giugno 2017 che avrebbe creato la propria distribuzione Linux basata su Ubuntu chiamata Pop! OS.